# François Bel (réalisateur)
Pour les articles homonymes, voir François Bel et Bel (homonymie).
François Bel est un réalisateur et directeur de la photographie français né le 19 novembre 1931 à Lons-le-Saunier et mort le 18 janvier 2007 dans le 7e arrondissement de Paris .

## Filmographie
- 1962 : Gala, court métrage de Jean-Daniel Pollet avec la collaboration de François Bel
- 1970 : Comme une araignée sur un fil
- 1970 : Le Territoire des autres
- 1971 : Le Coucou
- 1973 : Le Brame des cerfs
- 1977 : La Griffe et la Dent, avec Gérard Vienne
- 1979 : Pour mémoire (La Forge) de Jean-Daniel Pollet
- 1993 : L'Arche et les déluges

## Publication
- La Griffe et la Dent, avec Gérard Vienne et la collaboration de Pierre Montoya ; texte de Pierre Moinot, Paris, Denoël[2], 1977

## Distinctions

### Décoration
- Officier de l'ordre des Arts et des Lettres, remise par Pierre Moinot de l'Académie française en 2002

### Prix
- 1970 : Prix Vulcain de l'artiste technicien pour Le Territoire des autres

### Sélection / nomination
- 1976 : Sélection officielle au festival de Cannes pour La Griffe et la Dent
- 1978 : Nommé au César du meilleur son pour La Griffe et la Dent